# Lucasianus
Lucasianus is een kevergeslacht uit de familie van de boktorren (Cerambycidae). De wetenschappelijke naam van het geslacht werd voor het eerst geldig gepubliceerd in 1891 door Pic.

## Soorten
Lucasianus is monotypisch en omvat slechts de volgende soort:
- Lucasianus levaillantii (Lucas, 1849)